# Rue Joseph Claes
La rue Joseph Claes (en néerlandais : Joseph Claesstraat) est une rue bruxelloise de la commune de Saint-Gilles qui relie l'avenue Fonsny à la chaussée de Forest.